# Aldeia administrativa (Indonésia)
Uma aldeia administrativa (em indonésio:  kelurahan, desa) é o menor nível da administração pública na Indonésia. Poderia ser uma aldeia ou um kelurahan. Uma aldeia é dirigida por um chefe de aldeia (kepala desa), que é eleito pelo voto popular. Um kelurahan é dirigido por um lurah.
Uma aldeia está dividida não-administrativamente nas comunidades locais que gerem certo número de famílias. Em Aceh, uma aldeia é chamada como kampung. Desde a implementação da autonomia regional em 2001, a maior nagari foi introduzido no lugar do desa como a menor unidade do governo em Sumatra Ocidental.